# حامول حبشي
حامول حبشي (الاسم العلمي:Cuscuta abyssinica) هو نوع من النباتات يتبع جنس الحامول من الفصيلة المحمودية.